# Кауэр, Вильгельм
Вильгельм Кауер (нем. Wilhelm Cauer) (24 июня 1900 — 22 апреля 1945) — немецкий математик.

## Из творческой биографии
Вильгельм Кауэр наиболее известен по его работе по анализу и синтезу электрических фильтров, которая положила начало области синтеза сети. Кауэр дал математическое обоснование для проектирования электронного фильтра.
Сначала немецкий математик специализировался на общей теории относительности, но вскоре перешел к электротехнике. Его работа для немецкой дочерней компании Bell Telephone Company привела к контактам с ведущими американскими инженерами в области фильтров. Это оказалось полезным ещё и тривиально для жизнеобеспечения, когда Кауэр был не в состоянии прокормить своих детей во время немецкого экономического кризиса 1920-х годов, он переехал в США. Он изучал ранние компьютерные технологии в США до возвращения в Германию. Подъем нацизма в Германии прервал карьеру Кауэра, потому что у него был выявлен еврейский предок, хотя в ноябре 1933 года он подписал декларацию немецких профессоров в поддержку Адольфа Гитлера.
Кауэр был застрелен во время взятия Берлина советскими солдатами.
Рукописи для некоторых из наиболее важных неопубликованных произведений Кауэра во время войны были уничтожены. Однако его семье удалось реконструировать большую часть его заметок и II тома с «Theorie der linearen Wechselstromschaltungen» были опубликовано после его смерти. Наследие Кауэра актуально и сейчас, при синтезе сети является методом выбора пути для проектирования сети.

## Работы
- W. Кауэр: «Siebschaltungen». VDI-Verlag, Berlin, 1931.
- W. Кауэр: «Theorie der linearen Wechselstromschaltungen.» Bd. 1. Becker und Erler, Leipzig, 1941.
  - Bd. 2. Akademie, Berlin, 1960
- W. Кауэр: «Synthesis of Linear Communication Networks». McGraw-Hill, New York, 1958.